# Haplopsebium laflorentiei
Haplopsebium laflorentiei är en skalbaggsart som beskrevs av Pierre Lepesme 1948. Haplopsebium laflorentiei ingår i släktet Haplopsebium och familjen långhorningar. Inga underarter finns listade i Catalogue of Life.